# Облога Медвина
Облога Медвіна - бій російсько-польської війни (1654-1667) під час якого військо московитів та козаків під командуванням Косагова витримало тривалу облогу переважаючих сил противника, а потім змогло пробитися до Канева. 

## Передісторія
З початком 1664 року на Правобережній Україні знову з'явився загін московського воєводи Г. І. Косагова і запорізького кошового І. Д. Сірка, який повернувся з-під Перекопу, де він бився з кримськими татарами. Загін діяв досить успішно, залучаючи на бік московського царя велику кількість місцевих жителів. Річ Посполита направила проти нього одного з кращих своїх полководців - Стефана Чарнецького, який прославився в битвах проти московитів і мав репутацію жорсткого і безстрашного воєначальника. 
Чарнецький прийшов в Україну в той момент, коли головний союзник поляків з числа козацьких лідерів, Тетеря, ледве втік від переслідування гетьмана Брюховецького, Прихильник Москви Брюховецький збирався завдати нового удару по противнику, відправившись з вірними козаками під Чигирин, одну з головних фортець Правобережжя. Тетеря вирішив не випробовувати долю і при чутках про наближення Брюховецького відійшов до Польщі. Однак він встиг закликати на допомогу кримських татар і Стефана Чарнецького, сподіваючись на його кінноту. Сам Брюховецький, зустрівши опір під Чигирином, не наважився брати в облогу місто і повернули назад, до Канева, а натиск ворога довелося стримувати Косагову і Сірку . 
Косагов прагнув уникнуть прямого зіткнення в поле, де перевага була б на боці Чарнецького, тому переховувався у фортецях. Спочатку Косагов і Серко відсиділися в Бужин, потім перейшли до фортеці Сміла, після чого остаточно покинули Правобережжя. Це була не остання зустріч Косагова з Чарнецьким. Восени 1664 року, вже без підтримки Сірка, російський воєвода по дорозі в Умань був змушений знову відбивати облогу, на цей раз в Медвині. 

## Хід облоги
Загін Чарнецького, що включав, крім поляків, частину прихильників Тетері (сам Тетеря взяв в облогу Лисянку) і кримських татар, перевершував противника чисельно, тому Косагов в черговий раз віддав перевагу ухилитися від польового бою, зачинившись в місті. Однак і польський полководець зазнавав труднощів: польські піхотинці і татари вимагали плати за службу, а крім того, почали голодувати. Продовольства і фуражу по велінню Чарнецького було приготовлено не більше ніж на шість тижнів, і цей термін вже пройшов. 
Облога тривала чотири тижні. Всі «жорстокі напади»  були відбиті. Московський загін втратив убитим лише одну людину, противник же постраждав куди помітніше: за словами Г. І. Косагова, «... під Медвином на боях і на приступах побито багато і живих ляхів і німеців побрано»  . Після цього Чарнецький і Тетеря, бачачи великі втрати, зняли облогу, а Косагов рушив до Канева, по дорогою 12 грудня розбивши під Старобором польсько-козацький загін ; в Каневі він згідно з отриманим царським указом здав всіх ратних людей стольнику Федору Протасьєву, а сам виїхав у Білгород. 